# مقدمات السكري
مقدمات السكري (بالإنجليزية:  Prediabetes)‏ هي حالة يتطابق فيها بعض وليس كل معايير تشخيص مرض السكري. ومقدمات السكري تعتبر الحالة التي بها مستوى دم السكر بين المعدل الطبيعي ومعدل السكري.

## التصنيف

### اختلال الجلوكوز الصومي
اختلال الجلوكوز الصومي يشير إلى حالة ارتفاع سكر الدم فوق المستويات الطبيعية عند الصوم ولكن ليست عالية بما فيه الكفاية لتشخص بمرض السكري. فبذلك نعتبرها حالة من مقدمات السكري، فيها مقاومة للأنسولين وارتفاع في بخطر الإصابة بأمراض قلبية ووعائية، ولكن هذه الأخطار هنا أقل بما هي عليه في اختلال تحمل الجلوكوز. اختلال الجلوكوز الصومي قد يتطور إلى مرض السكري النمط الثاني ونسبة التطور إلى سكري على مدة 10 سنين يساوي 50%. هناك دراسة حديثة ان المدة المتوسطة للتحول لسكري هي أقل من ثلاثة سنين. واختلال الجلوكوز الصومي يعتبر كعامل خطر للوفاة. مستويات جلوكوز الدم الصومية العالية تدل على خطورة أكثر لتطور مضاعفات بسبب جلوكوز (سكر).
معايير WHO لاختلال الجلوكوز الصومي يتخلف عن معايير (الجمعية الأمريكية للسكري AHA) وذلك لأن المستويات الطبيعية لجلوكوز الدم معرفة حسب المعيارين باختلاف. مستويات جلوكوز الدم الصومية التي تساوي 100 مغ/ديسلتر (5.5 ملمول/لتر) أو أكثر أشارت إلى ارتفاع معدل المضاعات بصورة كبيرة. ولكن WHO وضع الحد الأعلى للمستوى الطبيعي لجلوكوز الدم الصومية تحت 110 مغ/ديسلتر وذلك خوفاً من تشخيص الكثير من الناس باختلال الجلوكوز الصومي. ولكن الجمعية الأمريكية أبقت على أن الحد الأعلى هو 100 مغ/ديسلتر.
- معيار WHO اختلال الجلوكوز الصومي: مستوى الجلوكوز في الدم عند الصوم يمتد من 6.1 ملمول/لتر (110 مغ/ديسلتر) إلى 6.9 ملمول/لتر (125 مغ/ديسلتر).[4][5]
- معيار AHA اختلال الجلوكوز الصومي: مستوى الجلوكوز في الدم عند الصوم يمتد من 5.6 ملمول/لتر (100 مغ/ديسلتر) إلى 6.9 ملمول/لتر (125 مغ/ديسلتر).

### اختلال تحمل الجلوكوز
اختلال تحمل الجلوكوز هو حالة من مقدمات السكري تتمثل في خلل في سكر الدم، وبها يوجد مقامة للأنسولين وارتفاع في بخطر الإصابة بأمراض قلبية ووعائية. اختلال تحمل الجلوكوز قد يتطور إلى مرض السكري النمط الثاني ويعتبر كعامل خطر للوفاة.
وحسب WHO والجمعية المأمريكية للسكري AHA يوجد معيار واحد لاختلال تحمل الجلوكوز.
- معيار WHO و AHA اختلال تحمل الجلوكوز: إذا كان مستوى جلوكوز الدم من 140 إلى 199 مغ/ديسلتر (7.8 إلى 11.0 ملمول/لتر) بعد ساعتين من إجراء اختبار تحمل الجلوكوز 75 غرام بالفم، فإن المريض يعتبر انه بحالة اختلال تحمل الجلوكوز. والمستويات هذه لا تؤهل المريض ليصبح مصاباص بمرض السكري.

يمكن مستوى السكر عند الصوم أن يكون طبيعياً أو مرتفع قليلاً.

## الأعراض والعلامات
مقدمات السكري قد يواجه أعراض مماثلة لمرض السكري النمط الثاني.
- جوع مستمر
- فقدان الوزن لا يمكن تفسيره
- زيادة الوزن
- ضعف وإعياء
- مشاكل بالنظر (تغيّم الرؤية)
- التئام وشفاء بطئ للجروح والكدمات
- فقدان الحس في الأقدام واليدين
- خمج متكرر في الجلد وللثة
- خمج متكرر في المهبل والبول

## أسباب
- تاريخ عائلي عن السكري (متوارث)
- اضطرابات النوم
- اختلال تحمل الجلوكوز
- المتلازمة الأيضية
- أمراض قلبية وعائية
- فرط ضغط الدم
- ارتفاع جليسريد ثلاثي (الدهون الثلاثية)
- مستويات منخفصة من بروتين دهني مرتفع الكثافة HDL
- السمنة (الوزن العالي)
- من النساء من أصيبت بداء سكري الحوامل وأنجبت أطفال وزنهم أكثر من 4 كيلوجرام أو أصيبوا بمتلازمة تكيس المبايض[7]

هذه الأمراض مرتبطه بمقاومة الانسولين وعوامل خطر للتطور لمرض السكري النمط الثاني.

### الجينات
مع التقدم في إستكشاف الجين البشري. تم التعرف أن السكري النمط الثاني لديه معدل التواؤم 90%-100% بين التوائم. ولكن الجينات تلعب دوراً صغيراً في انتشار السكري النمط الثاني. والانتشار الشائع للسكري ينسب إلى طريقة الأكل والحياة الغربية والتي تتبنها العديد من الحضارات

## تولد المرض
المقال الرئيسي: السكري أسباب المرض

## الوقاية
طورت (الكلية الأمريكية لعلم الغدد الصماء ACE) و (الجمعية الأمريكية لأطباء الغدد الصماء AACE) طرق موجهة لنمط حياة لمنع الإصابة بالسكري النمط الثاني
- وجبات صحية (قليلة الدهون، قليلة السكر، قليلة الملح).
- تمارين رياضية (45 دقيقة كل خمسة أيام في الأسبوع).
- تخفيض الوزن على الأقل 5-10% من الوزن الحالي، يؤدي إلى تغير إجابي ملحوظ.

## اختبار التحري
اختبار مستوى جلوكوز الدم الصومي يجب يبدأ على عمر 30-45 سنة وأن يعاد كل ثلاثة سنين. وقد يبدأ اختبار التحري على عمر أبكر وبشكل متكرر أكثر في الأشخاص من لديهم عوامل خطر للتطور السكري وهي:
- تاريخ عائلي عن السكري (متوارث)
- جليسريد ثلاثي (دهون ثلاثية)> 200
- HDL بروتين دهني مرتفع الكثافة> 35
- أعراق معينة لها عامل خطر عالي للسكري (الأمريكان الأفريقين، الأمريكان الاتينيين، الأمريكان الهنديين)[9]
- أمراض قلبية وعائية موجودة حالياً
- فرط ضغط الدم (ضغط دموي انقباضي> 140 ملم زئبق أو ضغط دموي انبساطي> 90 ملم زئبق)
- مستوى جلوكوز الدم الصومي> 99
- السمنة (مؤشر كتلة الجسم> 25)
- من النساء من أصيبت بداء سكري الحوامل وأنجبت أطفال وزنهم أكثر من 4 كيلوجرام

## التشخيص
مقدمات السكري تشخص عادةً باستخدام فحص الدم:
- مستوى جلوكوز الدم الصومي:

- 110 إلى 125 مغ/ديسلتر (6.1 إلى 6.9 ملمول/لتر) - معيار WHO
- 100 إلى 125 مغ/ديسلتر (5.6 إلى 6.9 ملمول/لتر) - معيار ADA

- اختبار تحمل الجلوكوز بعد ساعتين من تناول 75 غرام جلوكوز بالفم، مستوى جلوكوز الدم يجب ان يكون من 140 إلى 199 مغ/ديسلتر (7.8 إلى 11.0 ملمول/لتر)
- الهيموغلوبين الغليكوزيلاتي بين 5.7 و 6.7%[10]

## العلاج
تدخل شديد في نمط الحياة وتخفيض الوزن متطلب لأنه إذا عزز هذا التدخل فإنه قادر على تحسين اختلال تحمل الجلوكوز ويمنع تطورها إلى السكري النمط الثاني. ويوجد دراسة في برنامج الوقاية من السكري DPP وجدت أن كل كيلوجرام ينقص من الوزن يقلل خطورة التطور إلى السكري بنسبة 16%. وتوصي الـADA (الجمعية الأمريكية للسكري) بوقف التدخين وممارسة تمارين متوسطة الشدة وتخفيض الوزن على الأقل بنسبة 7%.
والمرضى الذين يملكون العديد من عوامل الخطورة للسكري، أحياناً يتوجب أن يوصف لهم أدوية. من هذه الأدوية ميتفورمين ممكن ان يساعد في الوقاية من تطور مرض السكري.

## توقعات سير المرض
تطور المرض من مقدمات السكري إلى السكري النمط الثاني يمكن إيقافه بنمط حياة صحي والأدوية (إن اقتضن الحاجة). ولكن نسبة تطور المرض من مقدمات السكري إلى السكري هو 25% خلال 3 سنين.

## وبائيات المرض
10% من البالغين مصابون بمرض مقدمات السكري، وهناك 15% من السكان في خطر عالى للإصابة بمقدمات السكري